# FileZilla
FileZilla ist eine Server- und Client-Software zur Dateiübertragung mittels FTP und SFTP. Eine freie Version steht für die Betriebssysteme Windows, macOS und Linux zur Verfügung. Ihr Quelltext steht unter der GNU General Public License (GPL).
FileZilla ist auch der Name der Pro-Version, die proprietär ist.

## FileZilla Client
Mit dem FileZilla Client kann der Benutzer sich mit einem FTP-/SFTP-Server verbinden und daraufhin Dateien hoch- und herunterladen. Zudem können Textdateien im lokalen Texteditor geöffnet werden. FileZilla überwacht daraufhin die geöffnete Datei und bietet bei Änderung das Hochladen der Datei an.

## FileZilla Server
FileZilla Server ermöglicht den Betrieb eines FTP-Servers und ist ein separates Programm für Windows, das vom gleichen Projekt entwickelt wird. Neben einem einfachen Benutzer- und Gruppen-Management bietet die Software SSL-/TLS-Verschlüsselung, Up-/Downloadraten-Beschränkungen global und pro Benutzer sowie die Möglichkeit, Verbindungen auf bestimmte IP-Adressen sowohl auf Client- wie auf Serverseite einzuschränken. Ein sogenanntes Remote-Admin-Interface ermöglicht auch die Wartung von anderen Computern aus. Windows 7 (2008 R2) oder neuer wird benötigt, um FileZilla Server zu verwenden. Die aktuelle Version ist 1.6.7 vom 20. Februar 2023.

## Versionsgeschichte
Ab der Version 2.2.23 basiert FileZilla auf Unicode, wodurch es nicht mehr mit den Windows-Versionen vor Windows XP kompatibel ist.
Mit der Version 3 ist FileZilla von Grund auf neu geschrieben worden und setzt auf wxWidgets.
Ab der Version 3.0.4 ist die Verwendung von FTP-Proxyservern möglich.
Bis Version 3.0.9 wurden Windows NT und 2000 unterstützt. Die vorkompilierten Dateien für Mac OS X setzen Mac OS X 10.5 (Leopard) voraus, 10.4 (Tiger) und älter erfordern eine manuelle Kompilierung.
Version 3.46.0 (vom 26. November 2019) auf Mac OS ist die letzte Version, die auf OS 10.11.6 funktioniert. Danach ist die Mindestanforderung OS 10.13.2 (für Version 3.46.3, Stand: 5. Januar 2020).

## Rezeption
SourceForge hob FileZilla im November 2003 besonders hervor, indem das Programm zum Projekt des Monats gekürt wurde. Außerdem gewann FileZilla den SourceForge.net Community Choice Award in der Kategorie Netzwerk. Seit Start des Projektes wurde die Software über 414 Millionen Mal bei SourceForge heruntergeladen.

## Kritik

### Adware
Zeitweise enthielt der ausführbare FileZilla-Installer Adware von Drittanbietern, da FileZilla an einem Programm des Hosters SourceForge namens „DevShare“ teilnahm. Der Installer lud bei der Installation ungefragt Drittanbieter-Inhalte von fremden Websites herunter, über die weder SourceForge noch Filezilla-Entwickler Tim Kosse Kontrolle hatten, um zusätzliche Software Dritter zur Installation anzubieten.
Je nachdem wo und wie der Installer heruntergeladen wird, ist seit Anfang 2020 wieder Adware enthalten, erkenntlich am Dateinamen bei SourceForge, der um das Wort „sponsored“ erweitert ist. Hierbei wird in der Standardeinstellung u. a. der Browser Opera installiert. Diese Option muss aktiv abgewählt werden, um eine Installation zu unterbinden.
Stand September 2021 (Version 3.55.1) ist kostenlos wieder nur eine „gesponserte“ Version frei verfügbar. Deren Ausführung wird unter Windows je nach dessen Konfiguration verhindert ("da die Datei einen Virus oder unerwünschte Software enthält").
Stand Dezember 2021 (Version 3.56.2) wird direkt die FileZilla_3.56.2_win64_sponsored-setup.exe angeboten. Unter Show additional download options steht allerdings auch die Version ohne „sponsored“ zur freien Verfügung.
Neben der gesponserten Version ist auch eine Version mit (PDF-)Handbuch für 4,99 €, eine PRO-Version für 19,99 € und eine PRO-Version mit CLI für 24,99 € verfügbar.

### Sicherheit
Der FileZilla-Client speicherte die Anmeldedaten (Benutzername und Passwort) bis Version 3.26 unverschlüsselt auf der Festplatte, sodass diese leicht durch Dritte oder durch Schadsoftware ausgespäht werden konnten. Dafür wurde FileZilla von Nutzern häufig kritisiert. Mit der Version 3.26 haben die Entwickler auf diese Kritik reagiert und das Programm mit einer Master-Passwort-Funktion nachgerüstet. Diese ist unter Einstellungen zu finden, muss vom Nutzer allerdings in Eigenregie aktiviert werden. Das Programm weist den Benutzer außerdem nicht auf den für die Sicherheit wichtigen Unterschied hin, dass Passwörter ohne ein gesetztes Master-Passwort weiterhin nicht verschlüsselt werden.